# Parathesis crenulata
Parathesis crenulata är en viveväxtart som först beskrevs av Étienne Pierre Ventenat, och fick sitt nu gällande namn av Joseph Dalton Hooker och William Botting Hemsley. Parathesis crenulata ingår i släktet Parathesis och familjen viveväxter. Inga underarter finns listade i Catalogue of Life.